# Мовчанів (Володимирський район)
Мовча́нів — село в Україні, у Затурцівській сільській громаді Володимирського району Волинської області. Населення становить 193 особи.

## Географія
Село розташоване на лівому березі річки Турії.

## Історія
В 1648 році шляхтич-аріянин Юрій Чаплич-Шпановський мав процес за знищення хреста в селі Мовчанові.
У 1906 році село Киселинської волості Володимир-Волинського повіту Волинської губернії. Відстань від повітового міста 32 верст, від волості 7. Дворів 9, мешканців 76.
Після ліквідації Локачинського району 19 липня 2020 року село увійшло до Володимир-Волинського району.

## Населення
Згідно з переписом УРСР 1989 року чисельність наявного населення села становила 217 осіб, з яких 94 чоловіки та 123 жінки.
За переписом населення України 2001 року в селі мешкали 192 особи. 100 % населення вказало своєю рідною мовою українську мову.

## Пам'ятки
- Турійські джерела — гідрологічна пам'ятка природи місцевого значення.